# Ralph Yarborough
Ralph Webster Yarborough (Chandler (Texas), 8 juni 1903 – Austin (Texas), 27 januari 1996) was een Texaanse senator (1957-1971) van de Verenigde Staten en een van de leiders van de progressieve vleugel van de Democratische Partij in Texas.
Ralph Yarborough begon zijn carrière als anti-monopolie-advocaat in de jaren '30 en raakte meer en meer betrokken in de politiek. Tijdens de Tweede Wereldoorlog diende hij in het leger. In 1952 en 1954 deed hij een poging om gouverneur te worden, maar behaalde niet de meerderheid. In 1957 lukte dat wel.
Als senator was hij een groot voorstander en de auteur van de "Great Society"-wetgeving (vertaling: grote maatschappij), waaronder Medicare (vertaling: medische zorg) en Medicaid (vertaling: medische hulp), de oorlog tegen armoede, federale steun voor hoger onderwijs en veteranen. Hij was een co-auteur van de wet beschermde dieren en de enige zuidelijke senator die voor alle burgerrechtenwetten heeft gestemd in de periode 1957 tot 1970. Ook zijn bijna alle sociale initiatieven in die periode geschreven of medegeschreven door Ralph Yarborough. Op 22 november 1963 reed hij in de auto achter president John F. Kennedy, toen deze in de Texaanse plaats Dallas werd vermoord.
Yarborough stond bekend als "glimlachende Ralph" en gebruikte slogans als "Laten we de jam op de laagste plank leggen zodat de kleine mensen erbij kunnen" tijdens zijn campagnes. In 1971 verliet hij de politiek. Hij overleed op 92-jarige leeftijd.
- Gemeinsame Normdatei: 128961287
- International Standard Name Identifier: 0000 0001 1487 7928
- Library of Congress Control Number: n84160200
- National Archives and Records Administration: 10570402
- SNAC: w60v99h9
- Biographical Directory of the United States Congress: Y000006
- Virtual International Authority File: 11254342
- WorldCat: E39PBJfMhFct734rh788b9CYT3